# Finale del campionato mondiale per club FIFA 2000
La finale della 1ª edizione del campionato mondiale per club (noto in seguito come Coppa del mondo per club) si è tenuta il 14 gennaio 2000 al Maracanã di Rio de Janeiro tra le due squadre brasiliane del Corinthians, vincitore del campionato brasiliano del 1999 e partecipante in qualità di campione nazionale del Paese ospitante, e del Vasco da Gama, vincitore della Coppa Libertadores 1998 e partecipante in seguito alla rinuncia del Palmeiras, vincitore del Coppa Libertadores 1999.

## Il cammino verso la finale
Il Corinthians ha raggiunto la finale vincendo il gruppo A, dove era stato inserito con Real Madrid, Al-Nassr e Raja Casablanca, rispettivamente campioni della Coppa Intercontinentale 1998, della Coppa delle Coppe dell'AFC 1997-1998 e della CAF Champions League 1999.
Il Vasco da Gama si è piazzato al primo posto nel gruppo B, dove era stato inserito con Necaxa, Manchester United e South Melbourne, rispettivamente vincitori della CONCACAF Champions' Cup 1999, della UEFA Champions League 1998-1999 e dell'Oceania Club Championship 1999.

## La partita
Corinthians e Vasco da Gama hanno dato vita ad una gara equilibrata, giocata a ritmi elevati, nella quale le difese delle due squadre si sono dimostrate insuperabili. Gli errori dal dischetto di Gilberto e di Edmundo hanno consegnato la coppa ai giocatori del Corinthians.

## Tabellino
| Arbitro: | Dick Jol |

|                                     |                      |                                                   |
| Rincón Baiano Luizão Edu Marcelinho | Tiri di rigore 4 – 3 | Romário Alex Oliveira Gilberto Melo Viola Edmundo |

| Corinthians | Vasco da Gama |

Formazioni:
| Corinthians (4-4-2) |    |                   |      |      |
|                     |    |                   |      |      |
| POR                 | 1  | Dida              |      |      |
| DIF                 | 2  | Índio             | 97’  |      |
| DIF                 | 3  | Adílson Batista   | 75’  |      |
| DIF                 | 6  | Kléber            |      |      |
| DIF                 | 16 | Fábio Luciano     |      |      |
| CEN                 | 5  | Vampeta           |      | 91’  |
| CEN                 | 7  | Marcelinho        |      |      |
| CEN                 | 8  | Freddy Rincón (C) | 43’  |      |
| CEN                 | 11 | Ricardinho        |      | 45’  |
| ATT                 | 9  | Luizão            | 113’ |      |
| ATT                 | 10 | Edílson           |      | 113’ |
| A disposizione:     |    |                   |      |      |
| POR                 | 12 | Maurício          |      |      |
| POR                 | 15 | Yamada            |      |      |
| DIF                 | 4  | João Carlos       |      |      |
| DIF                 | 13 | Daniel            |      |      |
| DIF                 | 14 | Márcio Costa      |      |      |
| ATT                 | 17 | Fernando Baiano   |      | 113’ |
| ATT                 | 18 | Dinei             |      |      |
| DIF                 | 19 | Augusto           |      |      |
| CEN                 | 20 | Edu               |      | 45’  |
| CEN                 | 21 | Marcos Senna      |      |      |
| CEN                 | 22 | Luis Mário        |      |      |
| CEN                 | 23 | Gilmar            |      | 91’  |
| Allenatore:         |    |                   |      |      |
| Oswaldo de Oliveira |    |                   |      |      |

| Vasco da Gama (3-5-2) |    |                      |     |      |
|                       |    |                      |     |      |
| POR                   | 12 | Hélton               |     |      |
| DIF                   | 3  | Odvan                |     |      |
| DIF                   | 4  | Mauro Galvão         |     |      |
| DIF                   | 13 | Gilberto             |     |      |
| CEN                   | 5  | Amaral               | 33’ |      |
| CEN                   | 6  | Felipe               |     | 102’ |
| CEN                   | 8  | Juninho Pernambucano |     | 96’  |
| CEN                   | 9  | Ramon                | 16’ | 111’ |
| CEN                   | 15 | Paulo Miranda        | 54’ |      |
| ATT                   | 10 | Edmundo (C)          | 98’ |      |
| ATT                   | 11 | Romário              |     |      |
| A disposizione:       |    |                      |     |      |
| POR                   | 1  | Carlos Germano       |     |      |
| POR                   | 20 | Márcio               |     |      |
| DIF                   | 2  | Jorginho             |     |      |
| ATT                   | 7  | Donizete             |     | 111’ |
| DIF                   | 14 | Torres               |     |      |
| CEN                   | 16 | Pedrinho             |     |      |
| DIF                   | 17 | Júnior Baiano        |     |      |
| CEN                   | 18 | Válber               |     |      |
| ATT                   | 19 | Viola                |     | 96’  |
| CEN                   | 21 | NASA                 |     |      |
| CEN                   | 22 | Valkmar              |     |      |
| CEN                   | 23 | Alex Oliveira        |     | 102’ |
| Allenatore:           |    |                      |     |      |
| Antônio Lopes         |    |                      |     |      |